# Josef Gänsbacher
Josef Gänsbacher   (Viena, 6 d'octubre de 1829 - Viena, 4 de juny de 1911) va ser un educador musical austríac.
Gänsbacher era fill del compositor i director d'orquestra Johann Gänsbacher. Va estudiar dret a la Universitat de Viena. El 1855 es va llicenciar amb un doctorat en dret. Va prendre classes de cant de Giovanni Gentiluomo i Hollup. Del 1863 al 1904 va estar actiu com a professor de cant a la Gesellschaft der Musikfreunde («Associació d'amics de la música»). A la seva època pertanyia al més respectat professors de cant de Viena. Leopold Demuth, Nikolaus Rothmühl i Marie Wilt es trobaven entre els seus alumnes.
Johannes Brahms li va dedicar la seva Sonata per a violoncel núm. 1 en mi menor, op. 38.
Les restes mortals de Gänsbacher van ser enterrades al cementiri central de Viena, a prop del seu pare.